# 老巴刹

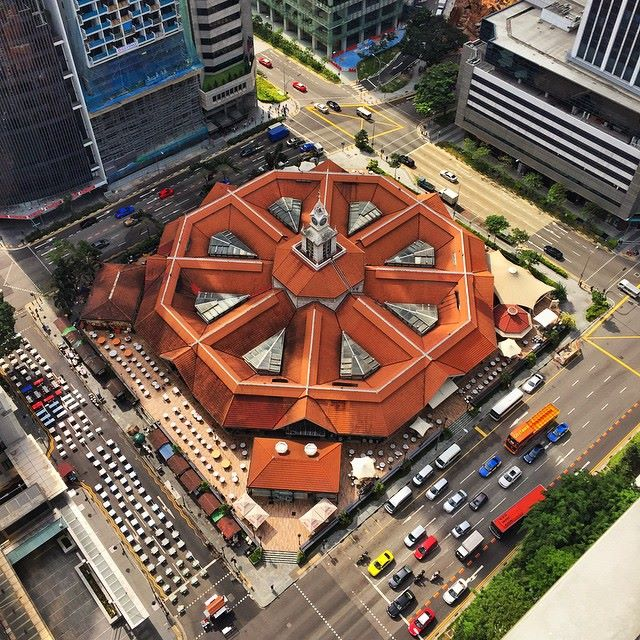
獨特的八角形設計

老巴刹（英文：Lau Pa Sat），又名直落亚逸巴刹（英文：Telok Ayer Market），始建於1824年，原為位於海邊的魚市場 。1894年遷至現址，是新加坡市中心一座歷史建築，用作小販中心，售賣各式各樣的新加坡美食。老巴刹是東南亞其中一座最古舊的維多利亞時代建築，亦是亞洲其中一座最早使用預製鑄鐵組件建成的建築物。

## 名稱由來
老巴刹的本名直落亚逸巴刹源自直落亞逸灣（Telok Ayer Bay）。直落亞逸是馬來文，意思為「海灣水」（bay water）。在填海前，它的木樁是插於淺灘之上的。巴刹則是閩南話對集市（Bazaar）的音譯。由於直落亚逸巴刹是新加坡歷史最悠久的市集，同时相对于后来落成、邻近哥里门桥的新巴剎（本名爱伦波巴剎 (Ellenborough Market)，又称潮州巴剎，于1968年被大火焚毁），所以民众普遍称之為老巴刹。

## 毗鄰
- 罗敏申路
- 珊顿道
- 莱佛士码头一号
- 丰隆大厦

## 伸延閱讀
- Lee Kip Lin (1983) Telok Ayer Market : a historical account of the market from the founding of the settlement of Singapore to the present time., Singapore, Archives & Oral History Department

## 外部連結
- 360° X 360° virtual reality tour of the Telok Ayer Market
- Telok Ayer Market – The historic hawker centre in downtown Singapore （页面存档备份，存于）